# マイ☆ボス マイ☆ヒーロー
『マイ☆ボス マイ☆ヒーロー』は、2006年7月8日から9月16日まで毎週土曜日21:00 - 21:54に、日本テレビ系の「土曜ドラマ」枠で放送された日本のテレビドラマ。主演は長瀬智也。

## 概要
チョン・ジュノが主演した韓国映画の『マイ・ボス マイ・ヒーロー』を、長瀬智也の主演でリメイク。オリジナルにあったバイオレンスな作風や登場人物の設定は、コメディ色に変更・脚色されている。
当番組の前作『ギャルサー』以来、2クール連続出演となった新垣結衣の出世作としても知られ、当時はほぼ無名だった仲里依紗のドラマ初出演作でもある。さらに脚本は放送直前の2005年下半期放送『風のハルカ』（NHK大阪放送局製作）の大森美香が担当し、後述するように村川絵梨や黄川田将也が『風のハルカ』より引き続き起用されている。
2007年から一部地域で再放送され、さらに一部の地域では副音声において視覚障害者向けナレーションが追加された。なお、ナレーションを担当したのは石丸博也であった。

## ストーリー
「関東鋭牙会」（かんとうえいげかい）の若頭、榊真喜男・27歳。ヤクザの組長を父に持つ真喜男は、次代組長を目指すもまともに学校へ通ったことがないために簡単な四則計算さえできず、漢字も書けない。握力は180kgありケンカは強いが、学力は小学生以下であった。
90秒以上考えることができない真喜男は、香港での取引で交渉が決裂し組に大損害を与えてしまう。これに激怒した真喜男の父・喜一は、内部で真喜男が次期組長になることに反対の声が挙がっていることを伝える。そして、「組を継ぎたいのであれば、高等学校を卒業すること」を命じる。
喜一のコネを使って年齢を10歳詐称し、3年生に編入することで高校に裏口入学した真喜男だったが、難しすぎる勉強と10歳年下の級友たちにうんざりするが、次第に「初恋・友情・勉強」といった、青春の楽しさに気づいていく。かくして、真喜男の次期組長の座を掛けた卒業までの学園生活が始まった。

## 登場人物

### セント・アグネス学園

#### 主要生徒
榊 真喜男（さかき まきお）
演 - 長瀬智也（TOKIO）（6歳時：荻野太陽、10歳時：千阪健介）
本作の主人公。関東鋭牙会の若頭であり、誕生日は1978年11月18日で蠍座。好きな物は酒と煙草と女と喧嘩で、プリンが大好物。母親はすでに亡くなっている。学校では総髪だが、内部の人間と一緒にいるときはオールバックで髪をまとめている。
頭がとても悪く、90秒以上何かを考えることができない。学校に行けるようになって3日考えるようになるまで成長し、ギリギリではあるが最終的には高校卒業はなんとかできるまでになった。香港マフィア（中国）との取引を簡単な計算ができなかったことで有耶無耶になり、しまいには馬鹿にされたことで大暴れして、台無しにしてしまったため、父・喜一に「来年の春までに、卒業証書を持って来い。それができないようなら、3代目は弟の美喜男に継がせる。貴様は破門だ」と言われ、10歳年齢を偽ってセント・アグネス学園高校に裏口入学する。最初は学校へ行くのを嫌がっていたが、「組の長」という言葉に惹かれ3年A組の学級委員になった。それからは青春の楽しさを知り、高校生活を楽しむようになる。
何かを前向きに考える時白目を剥く癖がある。何に対しても「コノヤロウ」と叫んだり、舎弟のカズに怒るとき「ファー」と言ったり、疑問に思ったりすることがあったりすると「はにゃ?」と言うのが口癖（ナレーションでも使用される）。自分の素性を隠すあまりに基本的に学校にいる時は親友の桜小路以外には敬語を使うが、鋭牙会の人間が真喜男の癪に障るようなことを言うと雄叫びを上げて怒る。特に第3話では山崎のぶおが勉強中に邪魔をしてきたため、外の通路まで投げ飛ばすシーンも見られる。
お化けが苦手。
頭は空だが身体能力は極めて高く、一撃で敵を叩きのめすパンチ力を持っており握力は180を超えている。上半身の大半に刺青を彫っているため学校では人前で着替えられない。
ギャンブル運は並外れて強くパチスロ・ルーレットなどでは強運を発揮しテストにも鉛筆転がしを使って選択問題が多い日本史・生物・物理の科目で30点以上を取るが、選択問題がほとんど無い英語・数学・国語は0点か一桁の点数で、成績は学年122人中122位となり追試を受ける羽目になった。
学校での愛称は「マッキー」。鬼のような強さを誇り「トルネードの真喜男」の異名を持つが、真喜男本人はトルネードの意味をわかっていない。なお、異名は6歳の時は「チビ若」、10歳の時は「カミソリのまー君」だった。
第7話の中盤では、ひかりとデート中に若い男たちに殴られて負傷したため、関東鋭牙会の家まで運ばれて翌日には治っているほか、第8話の終盤で、バースデーケーキをみんなにお祝いした時は大感激して大声で泣いていた。最終話の冒頭で指定暴力団の熊田たちが来ているのを気づいた際、セント・アグネス学園の敷地内で抗争を行ったため、傷害容疑で現行犯逮捕されたことで素性がばれて退学処分になったが、卒業式で思い出づくりとして迎え入れられ、実際には卒業したことにはならないが卒業証書を貰ってから胴上げをして、翌日に関東鋭牙会三代目継承式典が行われた。
エンドロールで私立宙船（そらふね）高等学校に再入学した。
桜小路 順（さくらこうじ じゅん）
演 - 手越祐也（NEWS）
真喜男の親友で、最大の理解者。「学校なんて無意味」と思っていたが真喜男に助けてもらってから親友になった。ひかりとは幼馴染であるが、ひかりに好意を抱いて以来まともに話さなくなっていた。
真喜男のことを「マッキー」と呼んでいる。真喜男に名前を覚えてもらえず「桜なんとか」と呼ばれていたが最終話のラストシーンで一度だけ「桜小路」と呼ばれた。真喜男の舎弟のカズを美喜男だと思い込んでおり「ミッキー」と呼んでいる。ひかり曰く「お姉さんは凄く美人」らしい（姉・瞳は第8話に登場）。学年順位7位で偏差値72を誇る。甘いものが苦手。また、諏訪部曰く元いじめられっ子だったらしい（第5話より）。
卒業後は第9話で受験した明応大学に進学している。
梅村 ひかり（うめむら ひかり）
演 - 新垣結衣
素直で優しい性格の美少女。真喜男の初恋の相手。父親が借金取りのヤクザに殴られるのを小さい頃から何度も見ているため、暴力を嫌っている。真喜男のことを「榊君」と呼んでいる。学校生活に馴染めない真喜男に優しく接していたが第4話で真喜男との肝試しではパートナーとなったが、真喜男が途中で逃げ出してしまったことでこれに嫌悪感を露わにした。新学期の最初の登校日に真喜男に挨拶されても無視し、順にアドバイスされた真喜男からは誠意を持って謝罪されたが、この肝試しとは別に真喜男が他の男子生徒にナンパのやり方について教えると成功したため、タイミング悪くそのクラスメートが真喜男にお礼を言いに来たが、その際に「榊の言う通り女なんて単純なんだな」と言い放ったことから、これを女性軽視と受け取り「榊君なんか大嫌い」と激怒した。その後真喜男は学校生活に馴染めなくなったことで3日連続で学校をサボった。クラスメートはそれを冷やかすと順は真喜男が家業を継ぐと頑張っていると聞かされると言葉には出さなかったが無断欠席した真喜男を心配する表情を見せた。その後に開催された避難訓練では放水に手こずる真喜男に周りから促され手伝うと笑顔で真喜男に手を差し伸べた。詳細的な言葉をかけなかったものの真喜男を嫌う姿勢を見せなくなり再び寄り添うようになり事実上和解した。しかし、幼少期に父が借金取りのヤクザに暴行された一件で「暴力を振るう人は嫌い」と言ってしまい、これが原因で真喜男から避けられるが桜小路のアドバイスで立ち直った真喜男と向き合った。最終話の卒業式では涙を流して泣いていた。成績は学年15位。
平成元年3月生まれ。5人兄弟の長女で高校に行きながらバイトをし、弟たちの世話をしている。兄弟の名前はそれぞれ次女・のぞみ、長男・はやと、次男・あさひ、三男・あずさの大家族でもある（この兄弟たちは第7話で登場）。
卒業後は第7話で受験した慶明女子大学に進学している。
萩原 早紀（はぎわら さき）
演 - 村川絵梨
ひかりの親友で、お金持ちのお嬢様。成績は学年19位。桜小路以外に真喜男のことを「マッキー」と呼んでいる数少ない人間の一人。肝試しの一件でひかりに不快な思いをさせてしまいグレて学校をサボっていた真喜男に学校に来るように説得したり真喜男とひかりの恋を応援する一方で、桜小路がひかりに思いを寄せていることに気づいており桜小路に「このままでいいの?」と心配したりするなどお節介な一面もある。
卒業後はその桜小路と共に第9話で受験した明応大学に進学している。

#### 3年A組
青木 護（あおき まもる）
演 - 篠原孝文
成績は学年18位。
伊吹 和馬（いぶき かずま）
演 - 佐藤貴広
星野の手下その1。プリン合戦や卒業式後に真喜男を探しに行く時など星野についていくという忠誠心がある。「星野君はなぁ〜」の言い出しで解説するのが口癖。第3話の中盤では立体駐車場の中で暴力団に殴られ、星野君が倒れた際に走ったほか、第6話のプリンの争奪戦では鳥兜が高校生の靴を投げつけた際は手下の3人組に勢いよく飛び掛かって制圧した。成績は学年112位。
奥本 雪乃（おくもと ゆきの）
演 - 佐藤千亜妃
内向的でスポーツ音痴。球技大会の時は真喜男と同じバスケットチームになった。初めは恥をかくのが嫌で練習や試合を嫌がっていたが真喜男の言葉により試合に参加することを決意した。球技大会以降は真喜男のことを「マッキー」と呼ぶようになった。学年5位の成績を誇る優等生。密かに安原に好意を持っている。
小澤 香織（おざわ かおり）
演 - 垣内彩未
真喜男の席の前に座っている女生徒。ひかり、早紀、唯と行動を共にすることが多い。
早乙女 唯（さおとめ ゆい）
演 - 相馬有紀実
ひかり、早紀、香織と行動を共にすることが多い。最終話の卒業式では涙を流して泣いていた。成績は学年36位。
諏訪部 祐樹（すわべ ゆうき）
演 - 広田雅裕
学年順位9位の成績を誇る優等生。長髪でいつでも扇子を手放さない。通称「キモロンゲ」（星野が名づけた）。何かにつけて嫌みを言う根性腐りで特に頭の悪い真喜男や星野を馬鹿にしているので2人からは嫌われている。しかし文化祭では練習には消極的だったものの本番では真喜男のドラムをバックアップした。バレンタインにはクラスの女子4人から（全て義理チョコだったが）チョコを貰っていた。
瀬川 保（せがわ たもつ）
演 - 田中泰宏（現・青木泰寛）（青春ダーツ〈現・セイシュン・ダーツ〉）
諏訪部といつも一緒にいる取り巻きその1。坊主刈り。成績は学年67位。
宝田 輝久（たからだ てるひさ）
演 - 伊藤公俊
星野の手下その2。成績は学年47位で六大学の合格ラインを前後している。
田中 ルミ（たなか るみ）
演 - 入山法子
クラスの女性ボスで取り巻きが多い。成績は学年42位。
千葉 茜（ちば あかね）
演 - 仲里依紗
田中ら女子グループの一角で田中や三ノ輪、結城と行動を共にすることが多い。曲がったことが嫌いで怒りやすく、特に第8話の文化祭の練習で真喜男がミスを連発した際には鍵盤を思い切り叩き、「何べん同じことやってんだよ!」と真喜男のネクタイを掴んで激怒して睨め付けた。大学進学後には学食でラーメンを食べる時にスタッフとして働いているクラスメートが持ってきたラーメンの丼に指が入った状態で持ってきたのを見た際にも胸倉を掴んで激怒した。
坪井 未央（つぼい みお）
演 - 渋谷桃子
成績は学年75位。
天堂 由加里（てんどう ゆかり）
演 - ホラン千秋
真喜男の席の後ろに座っている女生徒。仁科寛子とフェイ・リンと仲が良い。目が悪く授業中は眼鏡をかけている。
仁科 寛子（にしな ひろこ）
演 - 伊藤未希
天堂由加里とフェイ・リンと行動を共にすることが多い。成績は学年25位。
早坂 雅人（はやさか まさと）
演 - 西野成人
サッカー部のキャプテン。小学校から続けているサッカー部員だがあまり強くない。肝試しをきっかけとして三田真琴と付き合うことになる。成績は学年51位。
平塚 隆介（ひらつか りゅうすけ）
演 - 武田航平
諏訪部といつも一緒にいる取り巻きその2。成績は学年88位。
フェイ・リン
演 - チェン・チュー
中国からの留学生。天堂由加里と仁科寛子と仲が良い。最終話の卒業式では涙を流して泣いていた。成績は学年81位。
星野 陸生（ほしの りくお）
演 - 若葉竜也
不良ぶっている生徒。友達の伊吹には「このへんで一番強い」と言われているが実際それほど強くはない（熊田一家と遭遇した際には熊田にパンチ一発で倒され、毒是利高校のOBに叩きのめされるなど）。それ以外にも調理実習で不良らしくない可愛らしいエプロンを着ていたりバレンタインには母や妹からチョコを貰ったりするなど完全に不良になりきれておらず、根は友達想いの優しい性格である。期末テストで真喜男が今まで最下位だった自分の代わりに最下位となったため真喜男を自分の舎弟にし、それからは真喜男や順と行動をすることが多くなり友達となった。成績は学年121位。真喜男の正体を知った際には「俺あの人にやられるんじゃないかな。散々脅したり金巻き上げたりしたから」と不安になったが順に「マッキーがそんなことするわけないだろ!」と一喝された。そして順には伊吹とお年玉を出し合って巻き上げたお金を返済したが真喜男には返済しなかった。一方でパチンコに興じていた真喜男に「お前は俺の舎弟だろ」と言って卒業式を終えた学校に呼び寄せた。
牧 信一（まき しんいち）
演 - 足立理
卓球部の幽霊部員。自分は卓球がうまいと思い込んでいる。成績は学年28位。
三田 真琴（みた まこと）
演 - 澁谷麻美
真喜男のことをマッキーと呼ぶ一人。成績は学年32位。
三ノ輪 有紀（みのわ ゆき）
演 - 野上沙織
田中ら女子グループの一角で田中や千葉、結城と行動を共にすることが多い。成績は学年79位。
安原 正（やすはら ただし）
演 - 森廉
学年2位の成績を誇る優等生。医者の息子であり家業を継ぐために医学部を目指している。口調は辛辣であり当初は勉強の進行を妨害する真喜男を嫌っていたが、家業のために高校を卒業しなくてはならない真喜男の境遇を知り三者面談の際には姿を見せた真喜男に「僕も家業を継ぐために勉強をしている。今は頑張らないといけないんだ」と理解を求めつつ「君もサボってないで頑張れよ」と言葉をかけるなど少しは真喜男の境遇も理解するようになった。
真喜男の正体を知った後はショックを受けるも、実際に会ってからはそのような姿勢は見せず、他のクラスメート同様笑顔で対応した。
卒業後は東大に進学。また、同大学の滑り止めとして第9話では順や早紀、奥本雪乃と共に明応大学も受験している。
ピアノを流麗に演奏し、クラスメートを驚かせるという一面ももつ。
山田 樹
演 - 内田明
前学級委員。第2話で留学した。
結城 明美（ゆうき あけみ）
演 - 松永かなみ
田中ら女子グループの一角で田中や千葉、三ノ輪と行動を共にすることが多い。最終話の卒業式では涙を流して泣いていた。
吉村 博信（よしむら ひろのぶ）
演 - 本間春男
成績は学年34位。

#### 3年A組 座席表
| 教壇     |            |              |            |          |
| 坪井未央 | 奥本雪乃   | 青木護       | 伊吹和馬   | 星野陸生 |
| 安原正   | 早乙女唯   | 小澤香織     | 吉村博信   | 宝田輝久 |
| 三田真琴 | 梅村ひかり | 榊真喜男     | 桜小路順   | 早坂雅人 |
| 千葉茜   | 萩原早紀   | 天童由加里   | 諏訪部祐樹 | 牧信一   |
| 田中ルミ | 結城明美   | 仁科寛子     | 平塚隆介   | 瀬川保   |
|          | 三ノ輪有紀 | フェイ・リン | 山田樹     |          |

#### 教職員
南 百合子〈24〉
演 - 香椎由宇
3年A組の担任。担当教科は数学。南校長の娘。榊曰く中々の美人。真面目で熱心だが感情表現が苦手で無表情で接することが多かったため真喜男の心の声からは「鉄仮面」（真喜男の表記では「てつ仮面」）と呼ばれている。真喜男のメンチ（睨み）を怖がらず「野獣のような目で私を見る」と誤解するなどズレた感覚と鈍い性格をしている。
南 孝之〈50〉
演 - 岩城滉一
校長。真喜男の父・喜一の友人であり百合子の父親。学校内で真喜男の正体を知る唯一の人物。学園長でありながら雑務もこなすなど人間的にも優れた人物。娘を心配している。
水島 椿〈50〉
演 - もたいまさこ
養護教諭。真喜男に学校の大切さや青春の楽しさなどを教える。高校の同級生である喜一に想いを寄せている。
芥川 良美
演 - 峯村リエ
教頭。担当教科は社会科。第4話の強化講習開会式で「25年前、18歳の高校3年生だった」と発言したので現在は43歳だと思われる。頭が固くヒステリック。
太田 治
演 - 中村靖日
担当教科は生物。4畳半のアパートに住む独身で百合子に想いを寄せている。気が弱い。熊本県出身。榊よりも年下。
菊島 徹也
演 - 田中要次
3年C組担任の体育教師。自分のクラスは運動だけには自信があるらしいが第2話の球技大会では3年A組に負け、第7話では自分も真喜男に柔道で負けている。
漆原 秀樹
演 - 尾崎右宗
担当教科は物理。
ポール
演 - ロブ・アンダーソン
担当教科は英語。
梶山 良介
演 - 森下哲夫
担当教科は国語。

### 関東鋭牙会 関係者
榊 喜一（さかき きいち）〈55〉
演 - 市村正親
2代目組長で、真喜男と美喜男の父親。南孝之校長の友人。真喜男の頭があまりにも悪く、大事な商談さえも台無しにしたために「来年の春までに卒業証書を持ってこないと組を継がせず、破門にする」と言い、真喜男に高校入学を命ずる。本心は真喜男と美喜男が仲良く組を継げば良いと思っている。真喜男が高校へ通うようになってからは真喜男と一緒に朝食を食べるなど普通の親子らしい行動も取るようになった。水島とは高校の同級生。
黒井照之に担任の南百合子が美人ということを知らされ百合子に少し興味を持ち、三者面談で姿を見ている真喜男に「先生に手を出すんじゃねぇぞ!!」と釘を刺した。
第5話の冒頭では白い革靴にストライプのスーツを着用した手下を4人連れて恐ろしい形相で校内を歩き、生徒たちはパニックになったほか、第9話の冒頭では和弥が持っているナイフで突き刺されて負傷してしまうが、その後は掠り傷で大したことはなかった。襲われたのは北極会の脅しや跡目の争いであるため、「内輪で争ってる場合じゃねぇ!!」と激怒する。
黒井 照之（くろい てるゆき）〈48〉
演 - 大杉漣
真喜男の舎弟で、真喜男のお目付け役。真喜男のことを「若」と呼ぶ。和弥と同様、裏で真喜男をカバーし、主に教養やマナーの面でフォローした。美喜男に味方になってほしいと誘われたが「やはり自分は若につきます」と言って断った。真喜男の担任の南百合子に想いを寄せている。南には当初真喜男の叔父と言っていた。
真鍋 和弥（まなべ かずや）〈22〉
演 - 田中聖（KAT-TUN）
真喜男の舎弟。22歳の乙女座。周囲からは「カズ」と呼ばれている。手先が器用で特に裁縫が得意。第5話によると別名「ニードルワーク・針仕事のカズ」。真喜男を尊敬し裏で真喜男をカバーする。真喜男のことを「アニキ」と呼びその真喜男を「マッキー」と呼ぶ順にしばしば焼きもちを焼いている。真喜男に負けず劣らず頭が悪い。関東鋭牙会に入る前は埼玉の暴走族のリーダーだった。学歴は高校中退。
順には弟の美喜男と勘違いされ「ミッキー」と呼ばれていた。第6話にて真喜男のことが心配なので裏口入学するつもりだったが金がかけられないため事務職員のアルバイトとして学校に出入りしている。しかし、第9話にて真喜男から高校入学をするように言われ、その手配も黒井がするということであったが、最終回の終盤で勉強しているシーンはあるものの、実際に高校に通ったかは不明。
榊 美喜男（さかき みきお）
演 - 黄川田将也
真喜男の弟。第9話の組長選挙アピールビデオ撮影時は25歳。明応大学大学院在学中。専攻は経済学。IQは180で真喜男とは対照的に頭が良い。幼い頃から病弱で、今でも薬を所持している。90秒以上激しい運動ができないため、そのことで昔から兄にいじめられていた。趣味は株投資で特技はバイオリン。5月に留学先のフロリダから帰国。真喜男が高校を卒業できなかった場合3代目組長となる予定だった。順には真喜男の家庭教師だと思われている。終盤で3代目組長の座を巡って兄に宣戦布告し選挙を行うも僅差で敗れ、素直に負けを認めた。
じい
演 - 村上冬樹
真喜男の家に仕える老執事。本名不明。真喜男のことを「若」と呼び、美喜男のことを「美喜男坊っちゃま」と呼ぶ。
赤岩 大輔（あかいわ だいすけ）
演 - 三原康可
関東鋭牙会幹部を務める男性。第6話では、喜一から七利亜組を傘下に入れるための交渉役を任せられるが、美喜男が割って入って交渉を成功させたため途中退場した。第9話で真喜男と美喜男の間で3代目を巡る跡目争いが勃発した際は美喜男派に付いていた。
リュウ / テツ / トシ
演 - 趙珉和 / 高嶋宏行 / 加賀美剛臣
関東鋭牙会舎弟。黒井や和弥と同じく真喜男の世話役。敵の組などから何か言われたりすると真っ先に飛び掛っていく。

### その他の暴力団
熊田 勝己
演 - 丸山智己
関東鋭牙会と敵対する組・熊田一家の幹部（最終話の報道によると熊田一家のトップではない）。矢崎からは「熊田の若ぇの」と呼ばれている。北極会のボス・矢崎藤十郎を後ろ盾にしている。しかし子分たちと北極会の精鋭を率いてセント・アグネス学園へ押しかけた際には真喜男一人にあっけなく惨敗した。「負け犬の遠吠え」の意味を知らないなど真喜男に負けず劣らず頭が悪い。最終話の冒頭ではセント・アグネス学園の敷地内で抗争を行ったため、傷害容疑で現行犯逮捕された。
矢崎 藤十郎
演 - 石橋蓮司
熊田一家と同じく関東鋭牙会と敵対する暴力団・北極会のボス。熊田と組む。

### ゲスト
第1話
- 喜一の亡妻 - 月船さらら
- 香港マフィア - アンドリュー・リン

四則計算で金を算出したがそれを理解できなかった真喜男を馬鹿にしたことで暴れられて取引はパーとなり、喜一も学校へ行かせることを考えた。
- アグネスプリン販売員 - 春海四方（第6話、最終話）
- 香港マフィアの通訳 - 翁華栄
- 鳥兜マコト（3年D組の坊主刈りの生徒）（成績は学年120位） - 阿部亮平（第6話、最終話）
- 3年C組生徒 - 中別府葵（第6話、最終話）
- 2年B組生徒 - 立澤真明（第6話、最終話）
- 1年B組生徒 - 豊岡武士（第6話、最終話）

第2話
- 鬼所 - 小柳友
- クラブゆうこのママ - 野沢和香
- 3年C組生徒 - 中別府葵

第3話
- 小学校教師 - 伊藤正之
- 山崎のぶお（家庭教師） - 山崎樹範
- 桜小路の母 - 小金澤篤子
- カジノのディーラー - エボニ・ガードナー
- ゆうじ（風俗店オーナー） - 川屋せっちん（第5話）
- 熊田の舎弟 - 吉永秀平
- ビル管理人 - 岡本裕輝
- 須坂凛道、河村了、麻生潤也

第4話
- 真喜男が侍らせた女性 - 武田真理子、秦礼子、渡部彩、七海かおる、伊藤よしの、久保田陽子

第5話
- パチスロ店員 - 妹尾正文
- チーママ - 岡田薫
- 毒是利高校不良のボス - 山根和馬
- ホステス - 愛川ゆず季、木口亜矢、関根綾佳
- 不良 - 佐久川歩

第6話
- 毒是利高校不良のOB田辺 - 池内万作
- 七利亜組の富樫 - 六角精児（第9話）
- 関東鋭牙会幹部 - アンドレ（第9話）
- 権藤（七利亜組組長） - 勝矢（第9話）
- 関東鋭牙会幹部 - 戯武尊（第8話、第9話）
- 不良 - 佐久川歩
- アニキンダーの中の人 - 嶋村昇次（第7話）

第7話
- 梅村あずさ - 小清水一揮
- 梅村はやと - 小林達也
- 梅村あさひ - 石崎直
- 梅村のぞみ - 鈴木築詩（現・鈴木つく詩）
- ひかりの隣の家の子 - 三浦三奈
- 女子大の試験官 - 大槻修治
- 女子大の職員 - 菅家綾子
- 真喜男とひかりに絡んだ男 - 永井浩介、青柳尊哉

第8話
- 桜小路瞳 - 仁科仁美
- サタボー - 『ズームイン!!サタデー』のマスコットキャラクター / クレジット表記なし

第9話
- 鋭牙会ケーブルテレビのキャスター - 山口祥行
- 関東鋭牙会房総支部組員 - 森田雄人
- 関東鋭牙会群馬支部組員 - 御子柴哲郎
- 関東鋭牙会横浜支部組員 - ERIKU
- 北極会組員 - 中野裕斗

最終話
- 北極会幹部 - 逸見太郎
- 浜近高徳
- 熊田の舎弟 - 佐々木仁
- 茂木和範
- 関東鋭牙会組員 - 阿部丈二、天蝶二
- ニュースキャスター - 藤井貴彦（日本テレビアナウンサー）

## 設定
関東鋭牙会
榊真喜男が若頭として属し、真喜男の父・榊喜一が二代目「組長」を務める関東に勢力を持つヤクザ組織。初代組長は榊喜太郎（喜一の父で真喜男の祖父）。熊田一家とは対立している。横浜、群馬、房総に支部がある。
熊田一家
関東鋭牙会と敵対している組。北極会と繋がりがある。熊田勝巳が幹部を務める。矢崎の台詞から組長は熊田の父親の模様。
北極会
熊田一家と同様関東鋭牙会と敵対している組。トップは矢崎藤十郎。鋭牙会を遥かに上回る規模を誇る巨大組織。
七利亜組
関東圏内の暴力団。当初は熊田一家が同盟を結ぼうとしていたが、美喜男の交渉により関東鋭牙会の傘下に入る。組員は皆同じ装いをしている。
セント・アグネス学園
真喜男が通うことになった共学の私立高校。創立75周年の歴史を誇る。進学校のため、周辺高校の不良たちからはカモ扱いされている。
アグネス学園の校則
規則に違反した者は、校庭20周（約8km）が課され、さらに担任教師との「交換日記」を3ヶ月しなければならない。交換日記により、教師との心のコミュニケーションを取るのが狙い。
アグネスぷりん
セント・アグネス学園の学食で販売されている、一日12個限定の自家製プリン。価格は1個110円。予約はできないため、チャイムが鳴ると同時にダッシュし、全校生徒による争奪戦を制しなければ、手に入れることはできない。自分の足で走ってゲットする所が、アグネスぷりんの醍醐味らしい。しかし真喜男のクラスは学食から一番離れた場所にあるため、クラスメートは皆プリンゲットを諦めている。
2006年9月30日放送の『喰いタン』のスペシャル版にも、このアグネスぷりんが登場している。
第一次プリンショック
アグネスぷりんが突然事情が分からず販売中止になった際に、アグネス学園に暴動・ノイローゼが起こり、大きな混乱が生じた事件。プリンを作っている近所の農家の島崎ヨシオさんが、北海道に修行に行っていたのが原因である。アグネスぷりん争奪戦は、生徒にとっては絶好の「ストレス解消のイベント」であるらしい。プリンショックと名付けたのは体育教師の菊島。その後、真喜男がクラスメイトのみんなに説得している時に島崎が東京に戻ってくると、1日だけ特別ルールで、各クラス5人の代表者が走り、争奪戦を制した生徒がプリンを24個もらい、それをクラスでわけることになった。なお、このときにプリンを獲得したのは3年A組。
アグネス体操
セント・アグネス学園の校則により遅刻してしまった生徒は、学園オリジナルのラジオ体操である「アグネス体操」を踊らなくてはならない。曲名はラデッキー行進曲となる。かなり独特な動きで、ところどころで「アグネス」と叫ぶ。かなり恥ずかしい体操だが、生徒たちは照れもせずに全員踊れるようである。佐藤弘道が考案し、その全容は「特別サイト」にて公開されていた（現在は公開終了している）。
無限戦士アニキンダー
このドラマの世界で放映されている、子供たちに人気の特撮ヒーロー番組。クラスメイトが襲われた時、真喜男は正体を隠すためにこのヒーローに変装した（アニキンダーのコスチュームは和弥の手製）。ひかりの弟のあずさが夢中である。
のちに『1ポンドの福音』の第1話にも登場する。商品化されており、シールも登場した。
アグネスロード
アグネス学園にある、カップルしか通れないと言われるデートコース。プリクラを撮り、アイスを食べ、ベンチでおしゃべりをするのがデートの定番パターン。これをすべてクリアすると、正真正銘のカップルとなれる。1人で歩くと、非常に肩身のせまい思いをするらしい。なお、陸生がここを間違えて通った時あまりのむなしさに泣いてしまったらしい。
アグネス祭
セント・アグネス学園で年に一度の文化祭。3年A組は音楽で参加。「Oh Happy Day」を27人で演奏した。一番良かったクラスにはベストクラス賞が授与される。3年は自由参加。終盤にベストクラス賞は取れなかったが、バースデーケーキをみんなにお祝いしてもらうことができ、クラスの面々は真喜男の奮闘ぶりに感涙し、真喜男の誕生日を全員で祝福したため、真喜男が顔をくしゃくしゃにして大声で泣いていた際はみんなに笑われたが、クラス全員が拍手を貰った後に早紀の合図で順と陸生のギター演奏で「Oh Happy Day!」を再び熱唱した。
熊井ラーメン
同局で放送されているドラマ『ごくせん』に登場するラーメン屋。文化祭での催し物を決める際、目安箱の中にここの食事券が投函されていた。
毒是利高校
セント・アグネス学園の近くにある高校。生徒やOBに不良が多く、聖アグネス学園の生徒を「親のすねかじりのお坊っちゃん」とバカにしている。
武蔵戸田山警察署
真喜男が傷害容疑で現行犯逮捕され、拘留された警察署。
私立宙船高等学校
真喜男がセント・アグネス学園退学後、再入学した学校。
明応大学
真喜男の弟・美喜男が経済学専攻の院生として在籍している大学。第9話では順と早紀、奥本雪乃と安原の4人が学部生の入試を受験している。
慶明女子大学
第7話でひかりが推薦入試を受験した学校。

## スタッフ
- 原作 - ユン・ジェギュン
- 脚本 - 大森美香
- 音楽 - 髙見優
- 演出 - 佐藤東弥、佐久間紀佳、石尾純
- 主題歌 - TOKIO「宙船（そらふね）」（ユニバーサルミュージック）
- 劇中歌 - 高取ヒデアキ「無限戦士アニキンダーの唄」（コロムビアミュージックエンタテインメント）
- 音楽プロデューサー - 志田博英
- アクションコーディネーター - 佐々木修平
- 助っ人（脚本協力） - 根本ノンジ
- 体操振付 - 佐藤弘道
- 広報 - 河本香織、原のりこ
- 編成 - 鬼丸尚
- ロケ協力 - 東洋英和女学院大学
- 技術協力 - 日テレ映像センター
- 美術協力 - 日テレアート
- スタジオ - 日活撮影所
- 企画協力 - 明石竜二（ミレニアムピクチャーズ）
- 協力プロデューサー - 小泉守、下山潤（トータルメディアコミュニケーション）
- プロデューサー - 河野英裕、山本由緒（日本テレビ）、山内章弘、佐藤毅（東宝）
- 企画 - 東宝
- 制作 - 日本テレビ放送網（表示は「日テレ」）

## 放送日程
| 各話                                                       | 放送日  | サブタイトル                        | 演出       | 視聴率 |
| ---------------------------------------------------------- | ------- | ----------------------------------- | ---------- | ------ |
| 第1話                                                      | 7月08日 | 若頭☆高校生になる!                  | 佐藤東弥   | 19.0%  |
| 第2話                                                      | 7月15日 | 若頭☆学級委員長になる!              | 佐藤東弥   | 16.7%  |
| 第3話                                                      | 7月22日 | 若頭☆テストに燃える?!               | 佐久間紀佳 | 18.1%  |
| 第4話                                                      | 7月29日 | 夏休みだよ!☆若頭                    | 佐藤東弥   | 17.4%  |
| 第5話                                                      | 8月05日 | グレてやる!☆若頭の反抗期            | 石尾純     | 14.6%  |
| 第6話                                                      | 8月12日 | 立ち上がれ組長!☆A組の内部抗争       | 佐藤東弥   | 20.6%  |
| 第7話                                                      | 8月19日 | 俺の正体は!☆若頭、涙の疾走          | 佐久間紀佳 | 17.5%  |
| 第8話                                                      | 9月02日 | 文化祭☆愛と青春のハッピーデイ!      | 佐藤東弥   | 20.7%  |
| 第9話                                                      | 9月09日 | 若頭☆バレンタインデーは大決戦!!     | 佐久間紀佳 | 21.3%  |
| 最終話                                                     | 9月16日 | さよなら若頭☆舞い上がれ、俺たちの船 | 佐藤東弥   | 23.2%  |
| 平均視聴率 19.1%（視聴率は関東地区・ビデオリサーチ社調べ） |         |                                     |            |        |

- 2006年8月26日は、24時間テレビ放送のため休止。ハイビジョン制作・連動データ放送付き。

## その他
- 視聴率はクール1位となり、TOKIOが歌う主題歌の「宙船」は、累計45万枚を売り上げる大ヒット曲となった。
- 同局で2006年10月8日に放送された『ものまねバトル』にて「マネ☆ボス マネ☆ヒーロー」としてパロディーがあった。また、劇中に出てくる「アグネスぷりん」が「アグレスぷりん」になっていた。
- 『ズームイン!!SUPER』、『ズームイン!!サタデー』などへ毎回番組開始前に主演の長瀬をはじめ、キャストの生出演や同番組のマスコットキャラクターサタボーの学園祭・藤井貴彦アナウンサーの本作へのゲスト出演により宣伝された。
- 榊美喜男役の黄川田、萩原早紀役の村川は当番組以外にも『風のハルカ』（2005年 - 2006年、NHK）など、大森が脚本を担当する作品に何度か起用されている。
- 暴力団を取り扱っている関係から、花王は提供クレジットを表示していない（番宣用ポスターには表記あり、CM自体はそのまま放送）。そのため、番組独自の提供クレジットではなく、通常の提供クレジットを使用している（8月26日に放送した「ユウキ」〈「24時間テレビ」特別ドラマ内〉では花王がクレジットされていた）。
- 2011年4月に開始した情報番組『ZIP!』では「ZIP!プレミアム」水曜企画として、当番組名を模した「マイ☆ランチ マイ☆ヒーロー」という企画が放送されている。コーナー担当は、長瀬と同じくTOKIO（当時メンバー）の山口達也だった。
- KONAMIのゲーム作品『遊☆戯☆王5D's タッグフォースシリーズ』に登場する宮田ゆまは、「マイドリームマイヒーロー」という当番組名をもじった名前のデッキを使用する。
- 2007年に同局の「火曜ドラマ」枠で放送されたドラマ『セクシーボイスアンドロボ』第5話で聖ウラジミール学園の生徒が着ていた制服は、セント・アグネス学園の制服と同じであり、同話には田中ルミ役の入山と千葉茜役の仲がゲスト出演している。
- 使用されたセント・アグネス学園高校のロケ地の学校は2004年にTBSの「日曜劇場」枠で放送されたドラマ『オレンジデイズ』の明青学院大学のキャンパス、2019年と2020年にフジテレビ系の「月9」枠で放送されたドラマ『監察医朝顔』の興雲大学のロケ地として使用された東洋英和女学院大学である。
- 梅村ひかり役を演じた新垣は2007年にTBSの「日曜劇場」枠で放送されたドラマ『パパとムスメの7日間』で川原小梅役で出演し、第4話にはセント・アグネス学園高校のロケ地の東洋英和女学院大学横浜キャンパスが登場しており、第1話と第2話には安原正役の森廉がゲスト出演している。

## 関連商品
サウンドトラック
- 「マイ☆ボス マイ☆ヒーロー」オリジナルサウンドトラック（2006年8月30日）

DVD
- マイ☆ボス マイ☆ヒーロー DVD-BOX（2007年4月25日）（第1話-最終話収録、約495分＋特典映像）
- マイ☆ボス マイ☆ヒーロー VOL.1-4（2007年4月25日）
  - VOL.1 - 第1話、第2話収録（約105分）
  - VOL.2 - 第3話、第4話収録（約92分）
  - VOL.3 - 第5話-第7話収録（約138分）
  - VOL.4 - 第8話-最終話収録（約150分）